# Puerto Suárez

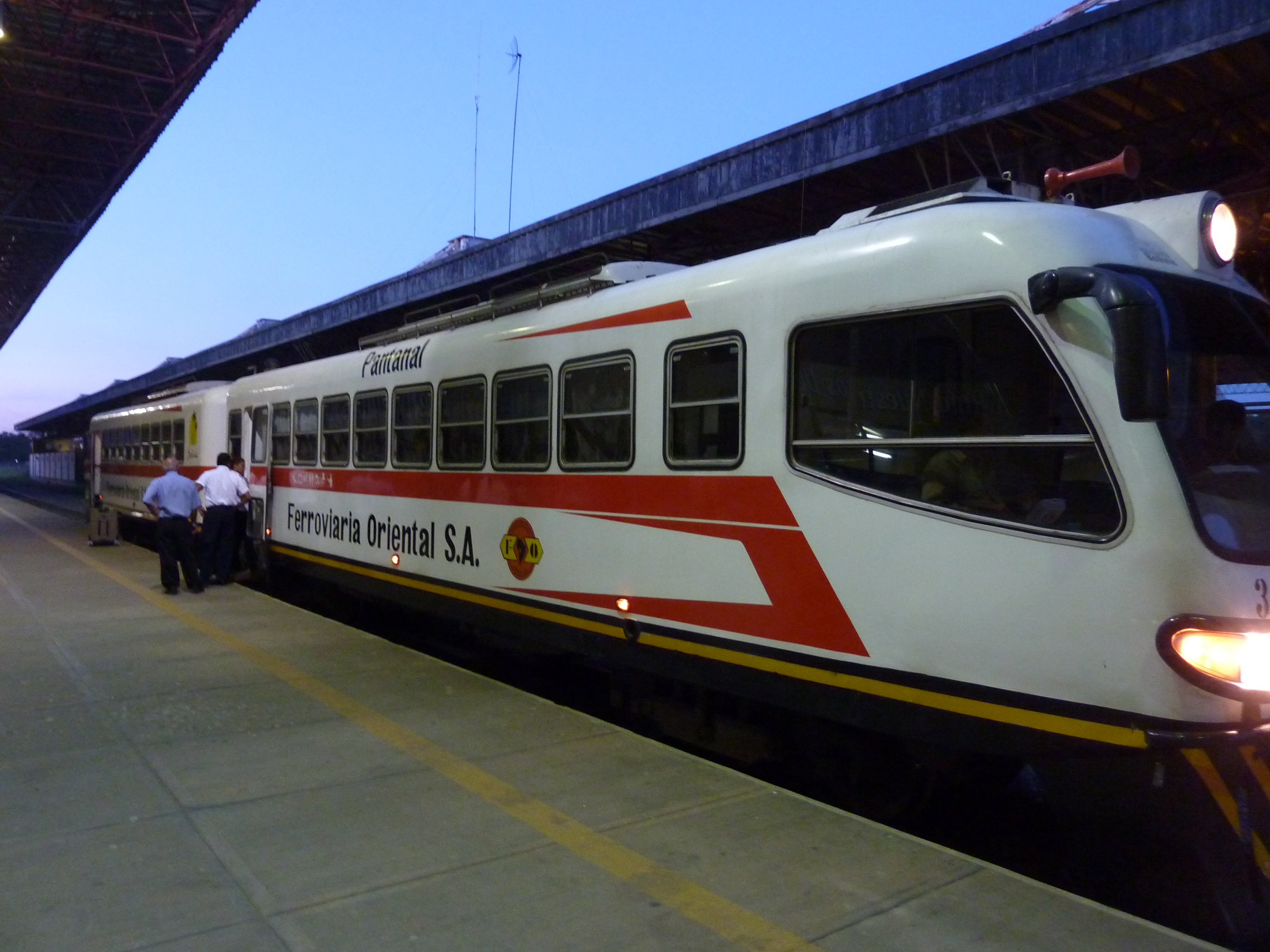
Ferrobus von Santa Cruz nach Puerto Suárez

Puerto Suárez ist eine Stadt im äußersten Osten des Departamento Santa Cruz im Tiefland des südamerikanischen Andenstaates Bolivien.

## Lage im Nahraum
Puerto Suárez ist Verwaltungshauptstadt der Provinz Germán Busch und zentraler Ort des Municipios Puerto Suárez. Sie liegt auf einer Höhe von 101 m am Binnensee Laguna Cáceres, zehn Kilometer nordwestlich von Puerto Quijarro an der Grenze zu Brasilien. Die Laguna Cáceres ist über den Tamengo-Kanal mit der wichtigen Wasserstraße Paraná-Paraguay verbunden.

## Geographie
Puerto Suárez liegt im bolivianischen Teil des Pantanal, einem der größten Binnenland-Feuchtgebiete der Erde. Wenige Kilometer südlich der Stadt liegt das Gebirge El Mutún mit der größten Eisen- und Mangankonzentration der Welt.
Die Jahresdurchschnittstemperatur der Region liegt bei etwa 26 °C (siehe Klimadiagramm Puerto Suárez), die Monatswerte schwanken nur unwesentlich zwischen 22 und 23 °C im Juni und Juli und 28 bis 29 °C von Oktober bis Februar. Der Jahresniederschlag beträgt knapp über 1000 mm, bei einer kurzen Trockenzeit von Juni bis August mit Monatsniederschlägen unter 30 mm und einer Feuchtezeit von November bis März mit jeweils über 100 mm Monatsniederschlag.

## Verkehrsnetz
Puerto Suárez liegt in einer Entfernung von 648 Straßenkilometern östlich der Departamento-Hauptstadt Santa Cruz.
Puerto Suárez liegt an der über 1500 Kilometer langen Nationalstraße Ruta 4, die ihren Anfang in Tambo Quemado an der chilenischen Grenze hat, in West-Ost-Richtung das gesamte Land durchquert und über Cochabamba und Santa Cruz an Puerto Suárez vorbei nach Puerto Quijarro an der Grenze zu Brasilien führt.
Die Stadt ist über den Flughafen Puerto Suárez und über die ost-westlich verlaufenden Straßen- und Eisenbahnverbindungen sowohl mit Santa Cruz de la Sierra als auch mit dem brasilianischen Grenzland gut verbunden.

## Bevölkerung
Die Stadt wurde am 10. November 1875 von Miguel Suárez Arana gegründet, und bis in die 1960er Jahre hinein stieg die Bevölkerungszahl nicht über 2.000 Einwohner. Seither ist die Einwohnerzahl stark angestiegen:
| Jahr | Einwohner | Quelle       |
| ---- | --------- | ------------ |
| 1992 | 9.863     | Volkszählung |
| 2001 | 11.594    | Volkszählung |
| 2012 | 16.643    | Volkszählung |
| 2024 |           | Volkszählung |

## Klimatabelle
|                       | Jan   | Feb   | Mär   | Apr  | Mai  | Jun  | Jul  | Aug  | Sep  | Okt  | Nov   | Dez   |   |      |
| Mittl. Tagesmax. (°C) | 33,3  | 33,3  | 33,3  | 30,0 | 27,2 | 27,8 | 27,2 | 28,9 | 31,7 | 32,8 | 32,8  | 33,3  | ⌀ | 31   |
| Mittl. Tagesmin. (°C) | 22,2  | 21,7  | 20,6  | 17,8 | 15,6 | 16,1 | 14,4 | 15,0 | 17,8 | 20,0 | 20,0  | 21,7  | ⌀ | 18,6 |
|                       |       |       |       |      |      |      |      |      |      |      |       |       |   |      |
| Niederschlag (mm)     | 182,0 | 143,7 | 104,2 | 85,1 | 53,8 | 32,8 | 21,7 | 23,8 | 46,5 | 74,2 | 105,5 | 139,7 | Σ | 1013 |
|                       |       |       |       |      |      |      |      |      |      |      |       |       |   |      |
| Luftfeuchtigkeit (%)  | 79    | 77    | 75    | 79   | 77   | 75   | 73   | 71   | 67   | 69   | 72    | 73    | ⌀ | 73,9 |

| 22,2 |

| 21,7 |

| 20,6 |

| 17,8 |

| 15,6 |

| 16,1 |

| 14,4 |

| 15,0 |

| 17,8 |

| 20,0 |

| 20,0 |

| 21,7 |

| 22,2 |

| 21,7 |

| 20,6 |

| 17,8 |

| 15,6 |

| 16,1 |

| 14,4 |

| 15,0 |

| 17,8 |

| 20,0 |

| 20,0 |

| 21,7 |